# Samsung Galaxy A5 (2016)
Samsung Galaxy A5 (2016) (zmiňován jako SAMSUNG Galaxy A56) je mobilní telefon s operačním systémem Android vyroben firmou Samsung. Byl představen v prosinci roku 2015 zároveň s modely Samsung Galaxy A3 (2016), Samsung Galaxy A7 (2016) a Samsung Galaxy A9 (2016).

## Hardware
Systém Samsungu Galaxy A5 (2016) běží na čipu Exynos 7580, což je 64bitový Octa Core 1.6 GHz Exynos 7 SoC procesor. Grafický procesor telefonu je Mali-T720. Telefon má 2 GB RAM a 16 GB UFS 2.0 vnitřního úložiště s podporou vyjímatelné MicroSD karty do 128 GB. Slot pro MicroSD kartu tohoto zařízení je navrhnut tak, aby umožňovala vložení SIM karty, takže Samsung Galaxy A5 (2016) může být použit také v Dual SIM módu.

## Design
Samsung Galaxy A5 (2016) má hliníkové a skleněné tělo, na rozdíl od 5palcového displeje u Samsung Galaxy A5 (2015) má A5 (2016) větší, 5.2palcový displej. Samsung Galaxy A5 (2016) má displej chráněn Corning Gorilla Glass 4 a na zadní straně také.

## Software
Samsung Galaxy A5 (2016) běží na čistém Androidu 5.1.1 Lollipop. Samsung také uvolnil aktualizace Android 6.0.1 Marshmallow a Android 7.0 Nougat pro tento telefon.

## Dostupnost
Samsung Galaxy A5 (2016) byl uveden v Číně 15. prosince 2015. Od dubna 2016 je Samsung Galaxy A5 (2016) k dispozici v Evropě, Africe, Latinské Americe a Asii. Od 18. května 2016 byl telefon dostupný i v Severní Americe.
Samsung Galaxy A5 (2017) byl ohlášen několik dní před rokem 2017.

### Varianty
| Model       | Procesor                   | SIM    | Region                                                                       |
| ----------- | -------------------------- | ------ | ---------------------------------------------------------------------------- |
| SM-A510F    | Samsung Exynos 7 Octa 7580 | Single | Evropa (některé země), Izrael a Jihoafrická republika                        |
| SM-A510F/DS | Samsung Exynos 7 Octa 7580 | Dual   | Rusko, Kazachstán, Ukrajina a kavkazské země (Arménie,, Ázerbájdžán, Gruzie) |
| SM-A510FD   | Samsung Exynos 7 Octa 7580 | Dual   | Blízký východ, Afrika, Asie                                                  |
| SM-A510Y    | Samsung Exynos 7 Octa 7580 | Single | Austrálie a Nový Zéland                                                      |
| SM-A510Y/DS | Samsung Exynos 7 Octa 7580 | Dual   | Filipíny a Tchaj-wan                                                         |
| SM-A510M    | Samsung Exynos 7 Octa 7580 | Single | Latinská Amerika                                                             |
| SM-A510M/DS | Samsung Exynos 7 Octa 7580 | Dual   | Brazílie                                                                     |
| SM-A5100    | Qualcomm Snapdragon 615    | Single | Čínská lidová republika a Hongkong                                           |
| SM-A510S    | Samsung Exynos 7 Octa 7580 | Single | Jižní Korea (SK Telecom)                                                     |
| SM-A510K    | Samsung Exynos 7 Octa 7580 | Single | Jižní Korea (KT Corporation)                                                 |